# 正阳桥
正阳桥，又名东大桥，位于中国江苏省苏州市吴中区甪直镇最东端，是镇上最大的一座石拱桥，该桥历史较为悠久，石桥最早可以追溯到明代，民国11年7月（1922年7月）重修。

## 图册
- 桥貌
- 石碑碑文：民国十一年七月日募捐重修